# Trata, Škofja Loka
Trata este o localitate din comuna Škofja Loka, Slovenia, cu o populație de 163 de locuitori.